# Костенко Федір Тимофійович
Федір Тимофійович Косте́нко (8 лютого 1910, Дружківка — 18 квітня 1987, Новоросійськ) — український радянський живописець і педагог; член Спілки радянських художників України з 1939 року. Батько художників Зої та Олександра Костенків.

## Біографія
Народився 26 січня [8 лютого] 1910 року у селищі Дружківці (нині місто Краматорського району Донецької області, Україна). 1939 року закінчив Київський художній інститут, де навчався у Костянтина Єлеви, Федора Кричевського, Абрама Черкаського.
Протягом 1939—1941 років викладав у Луганському художньому училищі. У вересні 1941 року призваний до Червоної армії. Брав участь у німецько-радянській війні. Служив у Харківському військовому окрузі, воював на 3-му Прибалтійському фронті. Мав військове звання старшого лейтенанта. Нагороджений орденами Червоної Зірки (16 жовтня 1944), Вітчизняної війни II ступеня (6 квітня 1985). Член КПРС.
У 1945—1946 роках працював у Студії військових художників імені Митрофана Грекова у Москві; у 1946—1957 роках продовжив викладати у Луганському художньому училищі. З 1957 року — у Києві, де мешкав у будинку на вулиці Дашавській, № 27, квартира № 17. З 1969 року — у Новоросійську, де і помер 18 квітня 1987 року.

## Творчість
Працював у галузі станкового живопису, у реалістичному стилі створював портрети, натюрморти. Серед робіт:
- «Автопортрет» (1931);
- «Проба сталі» (1939);
- серія «Батьки молодогвардійців» (1947—1949);
- «Нескорені (Молодогвардійці)» (1950, у співавторстві з Мойсеєм Вольштейном та Олександром Фільбертом);
- «Луганська підпільна друкарня» (1952);
- «У забої» (1955);
- «Шахтар-стахановець Іван Побока» (1956);
- «Бригадир О. Г. Бутков» (1957);
- «Осінній натюрморт» (1962);
- «Київський ботанічний сад» (1963);
- «Натюрморт» (1985).

### Ілюстрації до книг
- П. Ходченко. «Повернення» (1959).

Брав участь у всесоюзних виставках з 1939 року, республіканських — з 1947 року. Персональна виставка відбулася у Дружківці у 1939 році.
Окремі роботи зберігаються у Сорокинському музеї «Молода гвардія», Дружківському художньому музеї, Державному центральному музеї сучасної історії Росії у Москві.